# Robert Bossuyt
Robert Bossuyt was bouwvakker en burgemeester van Harelbeke van 1933 tot 1946.

## Bestuur
In 1936 liet hij het "rooilijnplan - Oostwijk" goedkeuren met een heraanlegging van de wijk. Voor de onteigenden werden nieuwe woningen op het Eiland  gebouwd door de Maatschappij voor Goedkope Woningen.
Onder het beleid van burgemeester Bossuyt kwamen ook de oprichting van de B.P.A. Centrumschool (april 1937), een nieuwe postgebouw op het Stationsplein en de loskaai op de rechteroever van de Leie tot stand. De oprichting van de muziekschool in 1941 was een van zijn grootste verdiensten. Hij nam ook initiatief voor een Internationale Bouwbeurs te Harelbeke (1946).

## Tweede Wereldoorlog
In de zomer van 1942 werd hij door de Duitse bezetter uit zijn ambt gezet. Na de bevrijding wijdde hij zich intens aan de opruimings- en herstellingswerken. In 1948 trok Bossuyt zich terug uit het politieke leven.